# Iridium

Logo systemu Iridium

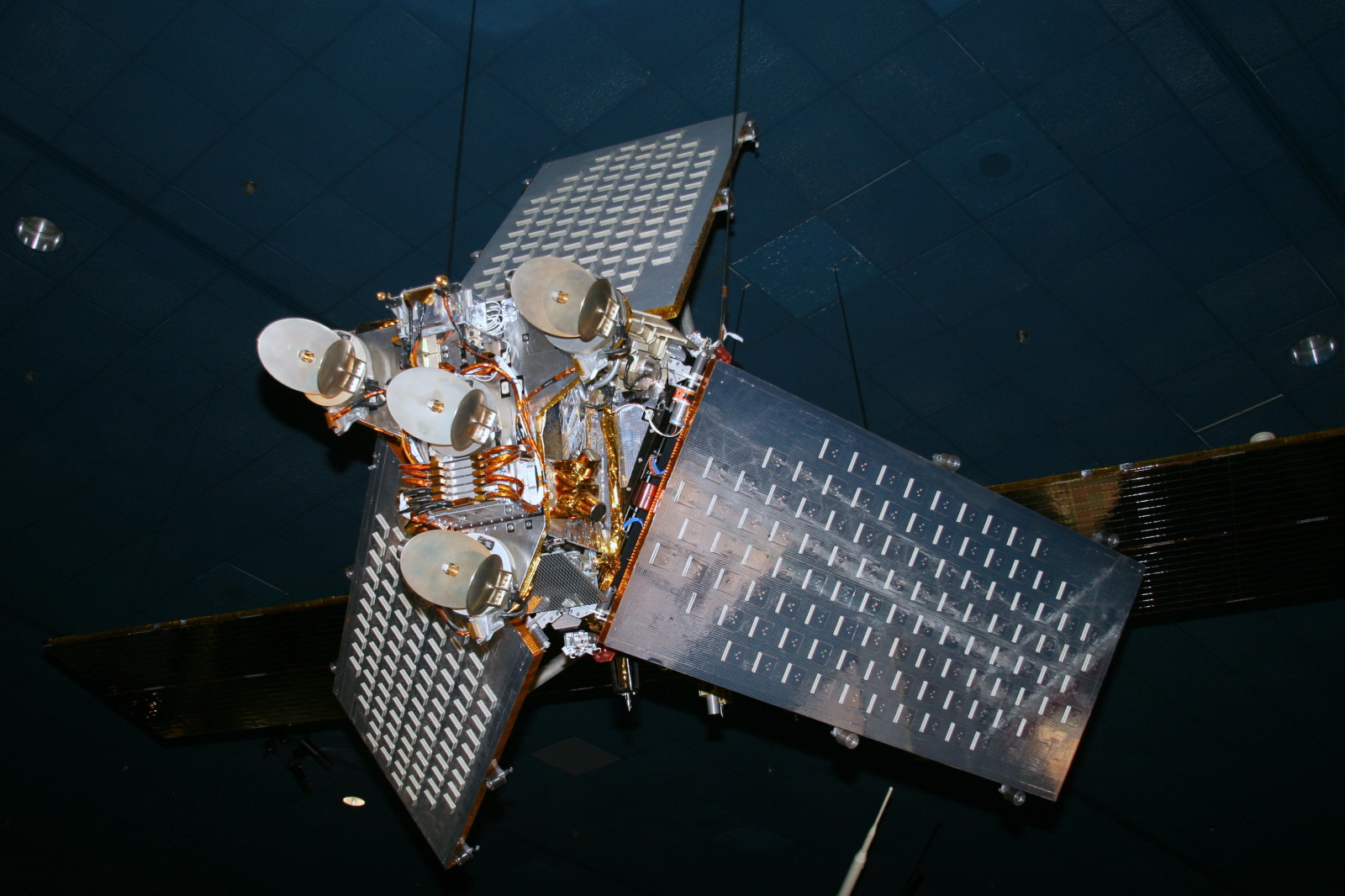
Satelita systemu Iridium

Iridium – system 66 (nie licząc zapasowych) sztucznych satelitów telekomunikacyjnych rozmieszczonych na sześciu orbitach okołoziemskich na wysokości 780 km.
System ten pierwotnie miał posiadać 77 satelitów, a ponieważ pierwiastek chemiczny iryd ma liczbę atomową 77, stąd nazwa tego systemu. Logo systemu Iridium przedstawia asteryzm Wielkiego Wozu, najjaśniejszych gwiazd gwiazdozbioru Wielkiej Niedźwiedzicy. Iridium umożliwia komunikację głosową oraz przesyłanie danych na całym świecie za pomocą urządzeń przenośnych. Każdy satelita Iridium posiada 3 anteny. Wymiary każdej z nich wynoszą 188 cm szerokości x 86 cm długości x 4 cm grubości.

## Historia systemu
Iridium rozpoczęło swoje działanie 1 listopada 1998 roku. Był to wówczas jedyny system telekomunikacyjny, którego zasięg był w pełni globalny (inne systemy nie pozwalały na transmisję na obszarach wokół biegunów ziemskich). Jednak już 13 sierpnia 1999 ogłoszono bankructwo przedsięwzięcia. Przyczyn niepowodzenia tego systemu upatrywano w wysokich kosztach i niewygodzie użytkowania oraz w silnej konkurencji ze strony usług roamingowych operatorów GSM. Także nie bez wpływu były błędy w zarządzaniu firmą.
Satelity systemu Iridium pozostały jednak na orbicie i od roku 2001 firma Iridium Satellite LLC (obecnie Iridium Communications Inc.), podległa rządowi Stanów Zjednoczonych, wznowiła działanie systemu. Ceny usług zostały obniżone, a głównym odbiorcą usług zostali klienci z USA.
10 lutego 2009, o godzinie 16:56 UTC Iridium 33 zderzył się nad północną Syberią z rosyjskim satelitą Kosmos 2251.

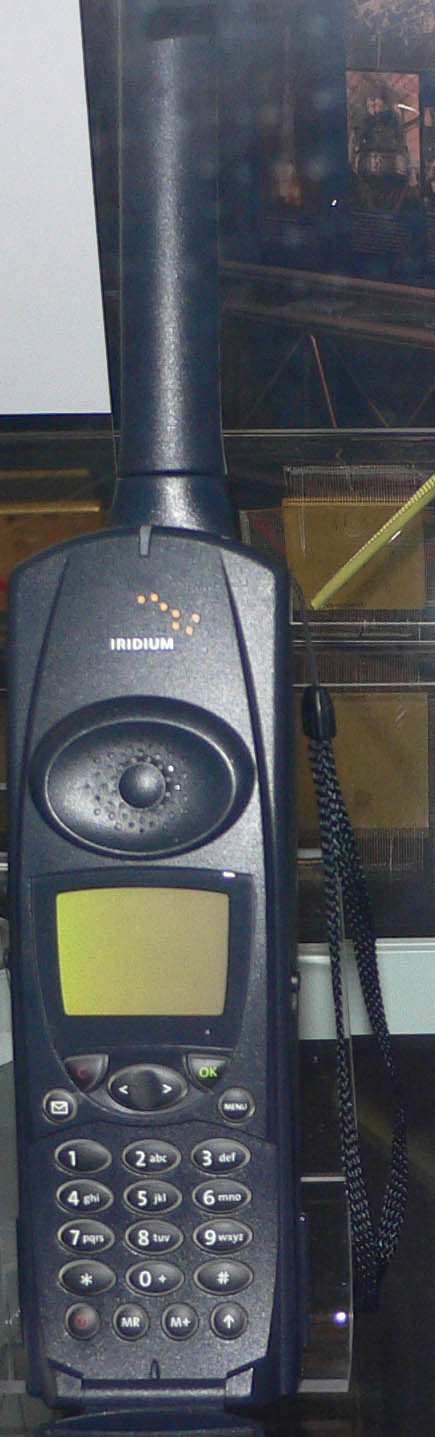
Telefon satelitarny firmy Iridium

## Łączność systemu
System Iridium komunikuje się obecnie z sieciami naziemnymi za pomocą 250 stacji naziemnych i dwóch stacji kontroli. Takie rozwiązanie pozwala na działanie systemu z zachowaniem odpowiedniego stopnia bezpieczeństwa. W ramach unowocześniania sieci, przewiduje się otwarcie jeszcze piętnastu stacji. Każda z nich będzie dysponować dwiema antenami komunikacyjnymi działającymi w paśmie 20–30 GHz – pierwsza będzie utrzymywała kontakt z bieżącym satelitą, a druga z nadchodzącym. Dzięki już funkcjonującym stacjom naziemnym istnieje możliwość komunikacji z publiczną siecią PSTN.

## Transmisja i łączność
System Iridium stosuje metodę dostępu FDMA i TDMA z transmisją dupleksową i podziałem czasu TDD. Łączność satelity z terminalem ruchomym odbywa się w przydzielonym paśmie L. Wykorzystywany sygnał modulowany jest za pomocą modulacji QPSK. Podstawowa usługa realizowana jest za pomocą kodera i dekodera mowy, poprzez strumień głosowy o wartości 4,8 lub 2,5 kbit/s. Oprócz mowy system Iridium transmituje też dane z szybkością do 2,4 kbit/s.

## Docelowi użytkownicy systemu
- Wojsko
- Lotnictwo
- Marynarka i żegluga
- Wydobywcy surowców naturalnych
- Firmy budowlane
- Leśnictwo
- Organizacje rządowe
- Firmy energetyczne

## Flary Iridium

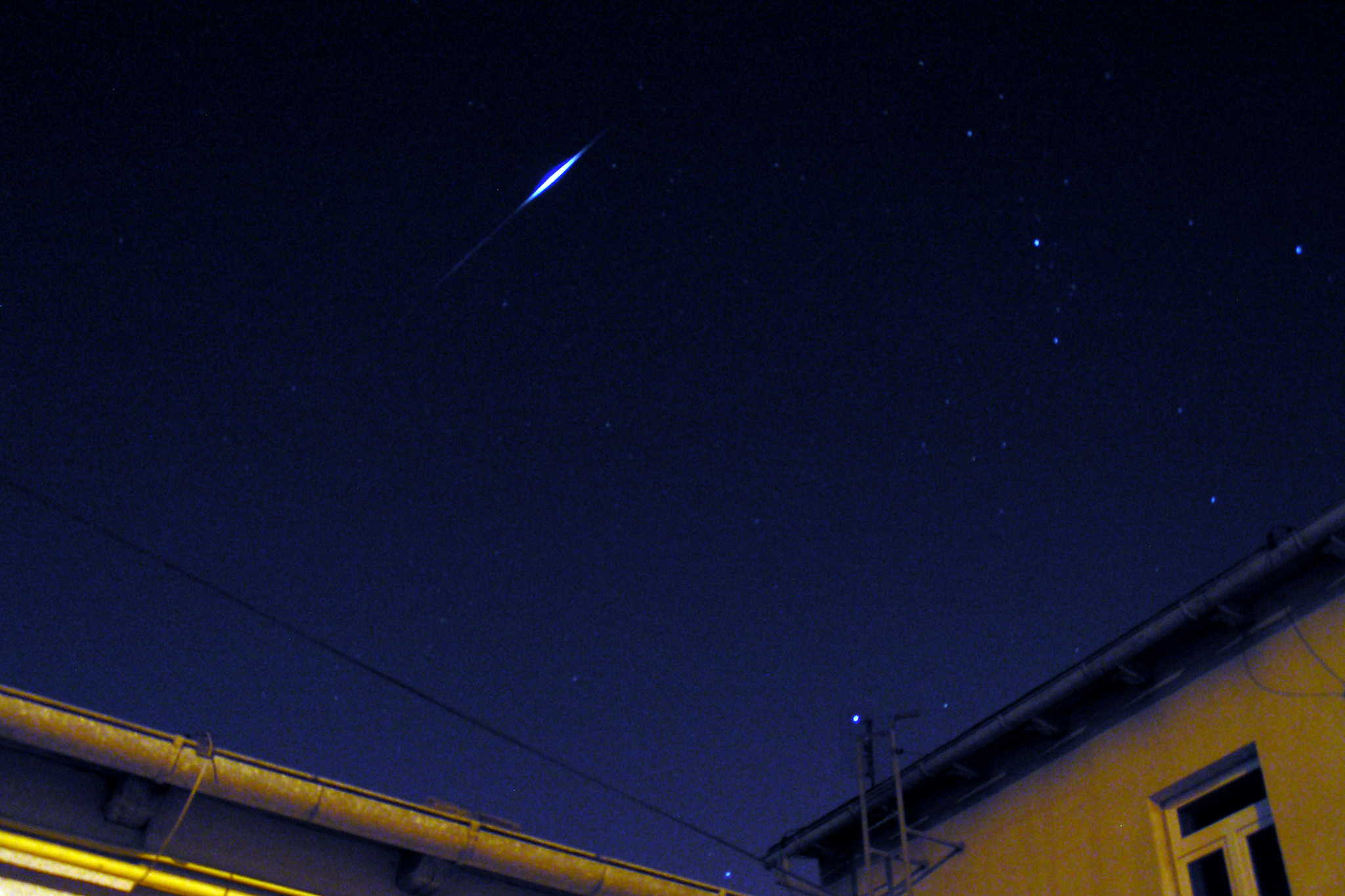
Flara Iridium 72 o jasności –6 nad Żninem w dniu 1 grudnia 2004 o godzinie 17:39

Dzięki zastosowanym w ich budowie trzem antenom, które prawie bez strat odbijają promienie słoneczne, satelita Iridium podczas przelotu może utworzyć na niebie silny błysk (flarę) o jasności nawet do –8m. Błyski o takiej jasności mogą być widoczne nawet w dzień.
Flara Iridium jest jednym ze zjawisk na nocnym niebie, trwającym jednak bardzo krótko (kilka sekund).
Ze względu na to, że flary Iridium są nadzwyczaj jasne, stały się problemem dla astronomów – czuła aparatura teleskopów może ulec uszkodzeniu, gdy w polu widzenia pojawi się tak jasny obiekt. Na szczęście flary Iridium można przewidywać. Powstało kilka specjalistycznych programów, które na podstawie danych o orbicie, pochyleniu płaszczyzn anten oraz pozycji słońca, potrafią z bardzo dużą dokładnością przewidzieć moment błysku. Do grona tych programów należy między innymi polski Orbitron. Istnieje też kilka stron internetowych, które po podaniu dokładnego położenia obserwatora potrafią przewidzieć widoczne błyski.

Schemat powstawania flar Iridium